# Musée Curie
Musée Curie (Muzeum Curierových) je technické muzeum v Paříži. Nachází se v 5. obvodu v ulici Rue Pierre-et-Marie-Curie. Muzeum veřejnosti přibližuje objevy Pierra a Marie Curie v oblasti radioaktivity a radioterapie. V prostoru bývalých laboratoří a kanceláří Marie Curie se nachází stálá expozice a archivní dokumentační centrum.

## Historie
V červenci 1914 zde vznikl Institut du Radium (dnešní Institut Curie), který tvořily dvě stavby. V tzv. pavilonu Pasteur, měl laboratoř profesor Claudius Regaud, který pod záštitou Pasteurova ústavu provozoval laboratoře na lékařský výzkum záření a v pavilonu Curie, měla laboratoře Marie Curie, kde se specializovala na chemický a fyzický výzkum záření pod záštitou Pařížské univerzity. Dnes je její kancelář a osobní chemická laboratoř uchována. Tvoří základ muzea, které provozuje Institut Curie. Muzeum bylo otevřeno v roce 1995.